# 日本アロマコーディネーター協会
日本アロマコーディネーター協会（にほんアロマコーディネーターきょうかい）は、アロマセラピー等の民間資格を開催している任意団体である。実際、人にフェイシャル、スキンケアを施すには美容師免許が必要となる。

## 概要
- 主な活動：アロマコーディネーターに代表される各種ライセンス認定試験の実施、アロマコーディネーターの育成・活動支援、各種セミナーの開催など
- 会長：初代 幡井勉（はたいべん　平成22年2月10日逝去）
- 所在地：〒171-0022 東京都豊島区南池袋1-25-9 今井ビル5F TEL:03-5928-3100
- 会員数：約40,000名

## 活動内容
- 各種ライセンス認定試験（アロマコーディネーター、インストラクター、アロマハンドリラックス、アロマフェイシャルリラックス、チャイルドケア･コーディネーター、チャイルドケア･インストラクター、いやしのカウンセラー、介護アロマコーディネーター）の実施
- 各種検定試験（アーユルヴェーディック･アロマセラピー、カウンセリング、セラピストマナー、ペットアロマケア、ジャパニーズアロマ、スキンケア）の実施
- 各種技能研修および相談業務
- 加盟校の認定および指導
- 会報誌・書籍の発行
- 講師・指導者の派遣
- 各種メディアへの情報提供
- その他アロマセラピーの普及に関する諸業務

## 沿革
- 1995年 東京都新宿区新宿にて協会設立
- 1996年 アロマコーディネーター認定加盟校制度発足、アロマコーディネーターライセンス認定試験スタート
- 1997年 アーユルヴェーディック・アロマセラピー講座開講
- 1999年 アロマハンドリラックス認定試験スタート
- 2000年 東京都渋谷区神宮前（現住所）に移転、法人加盟校制度発足、インストラクター認定試験スタート
- 2001年 チャイルドケアホームワーク講座開講、登録店登録制度導入
- 2002年 ボランティア団体Save Our Mother Earthに協賛、アロマハンドリラックス認定校制度発足
- 2003年 アーユルヴェーディック・ベビーマッサージ導入、アロマフェイシャルリラックス導入
- 2004年 チャイルドケアライセンス認定試験 スタート、アロマフェイシャルリラックス認定試験スタート、「アロマコーディネーター」商標登録
- 2006年 アロマフェイシャルリラックス認定校制度発足
- 2007年 カウンセリング検定スタート、アーユルヴェーディックアロマセラピー検定スタート
- 2008年 登録宿泊施設制度導入、いやしのカウンセラー認定試験スタート
- 2009年 いやしのステーション登録制度導入
- 2010年 セラピストマナー検定スタート、SIMONSカードと提携（会員カードへのポイント制度導入）、法人会員制度導入
- 2011年 東京都豊島区南池袋（現住所）に移転、ペットアロマケア検定試験スタート
- 2012年 介護アロマコーディネーター認定試験スタート、第一回JAA感謝祭「いやしの祭典」開催（以降毎年開催中）
- 2013年 原千晶氏（女優・タレント・JAAインストラクター）名誉理事就任
- 2014年 ジャパニーズアロマ検定試験スタート、スキンケア検定試験スタート

## 特徴
アロマセラピーに用いられる精油（エッセンシャルオイル）は、大変濃密な液体で様々な成分を含むため、使用方法を誤ると目的とは違う結果や、場合によっては予期せぬ事故を引き起こす可能性もある。
JAAは、この精油の使用にあたり、その周辺知識や注意事項、具体的な使用方法などについて学習する教育機関（協会指定校、認定加盟校、法人加盟校等）を全国各地に展開し、教育を通じて安全で適切なアロマセラピーの使用及び関連知識、技能を普及させることを目的に設立された団体である。 JAAに所属するためには、必ず傘下のスクールにて協会認定カリキュラムを修了し、JAA主催の認定試験に合格したうえで、JAA会員として登録する必要がある。 2014年現在、傘下のスクールとして、協会指定校1校（日本アロマコーディネータースクール）、認定加盟校（個人会員が運営する加盟校）約1,000校、法人加盟校（学校法人が運営する加盟校）54校がある。

## 認定ライセンス・検定試験
各種ライセンス
- アロマコーディネーター

アロマセラピーに関する基礎知識を備え、アロマセラピーを安全に生活に取り入れることができる者であることを示す、JAAの最もベーシックかつオールマイティなライセンス。
2004年「アロマコーディネーター」商標登録済み。
- インストラクター

アロマコーディネーターの上位資格として、一般的なアロマセラピーの啓蒙活動が行える者であることを示すライセンス。協会加盟校開設のためにはインストラクターライセンスの取得が必須となる。
- アロマハンドリラックス

JAAオリジナルの全身のオイルトリートメント体系であり、日本人の体質や環境に適したトリートメント技術として考案されたテクニック。
- アロマフェイシャルリラックス

フェイシャルトリートメントに反射セラピーの概念を導入し、ストレス解消や自律神経のバランスを整えるなど、ホリスティックビューティまでを目指した、JAAオリジナルのフェイシャルトリートメントテクニック。
- チャイルドケア･コーディネーター
- チャイルドケア･インストラクター

子育てを通じ、親子、家族、社会環境までを視野に入れた健やかな生活を提案することを目的とした学習体系とライセンス。
チャイルドケア･インストラクターは、チャイルドケア啓蒙活動のための上位資格。
- いやしのカウンセラー

セラピストとして活動するためのコミュニケーション能力、顧客の要望を引き出し理解したうえで、顧客に適切な癒しの提供をするための方法を修得した者であることを示すライセンス。
- 介護アロマコーディネーター

高齢者介護の現場に適応させたアロマセラピーの活用テクニック。
各種検定試験
- アーユルヴェーディック･アロマセラピー検定

インド伝統医学であるアーユルヴェーダの体質論、養生法を、アロマセラピーの精油の使用と結びつけた学習体系に関する検定試験。
- セラピストマナー検定

サロンやショップで必要となる接客マナーや顧客心理についての知識に関する検定試験。
- ペットアロマケア検定

ペットに対するアロマセラピーでのケア方法、知識に関する検定試験。
- ジャパニーズアロマ検定

日本の国産精油とそれを使用した日本独自のアロマセラピーの知識、活用に関する検定試験。
- スキンケア検定

様々なスキントラブルに関する知識と、ケア方法に関する検定試験。（実際、人にスキンケアを施すには美容師免許が必要となる）
しかし、上記の公的、国家資格に該当しない民間資格を取得しても就職に有利に働く事は一切ない。